# Астрафобія
Астрафобія, також відома як астрапофобія, бронтофобія, кераунофобія або тонітрофобія, — це аномальний страх грому та блискавки або невиправданий страх перед розрізненими та/або ізольованими грозами, тип специфічної фобії . Це виліковна фобія, яка може розвинутися як у людей, так і у тварин. Термін астрафобія складається з грецьких слів ἀστραπή (astrape; блискавка) і φόβος (phobos; страх).

## Ознаки та симптоми
Людина з астрафобією часто відчуває тривогу під час грози, навіть коли розуміє, що загроза для неї мінімальна. Деякі симптоми супроводжуються багатьма фобіями, наприклад тремтінням, плачем, пітливістю, панічними реакціями, раптовим відчуттям потреби в туалеті, нудотою, відчуттям страху, вставленням пальців у вуха та прискореним серцебиттям. Однак є деякі реакції, властиві тільки астрафобії. Наприклад, зазвичай шукають заспокоєння в інших людей, і симптоми погіршуються, коли ви наодинці. Багато людей, які страждають на астрафобію, будуть шукати додаткового притулку від шторму.  Вони можуть ховатися під ліжком, під ковдрами, у шафі, у підвалі або в будь-якому іншому місці, де почуваються безпечніше. Зазвичай докладають зусиль, щоб заглушити звук грому; людина може затулити вуха або завісити вікна.
Типовою ознакою того, що хтось має астрафобію, є дуже підвищений інтерес до прогнозу погоди . Людина з астрафобією може бути напоготові щодо новин про наближення шторму. Вони можуть постійно дивитися погоду по телевізору під час дощів і навіть відстежувати грози онлайн. Це може бути настільки серйозним, що людина може не виходити на вулицю, попередньо не перевіривши погоду. Це може призвести до тривоги, а в дуже крайніх випадках до агорафобії, страху вийти з дому. 

## Діти
У 2007 році вчені виявили, що астрафобія є третьою за поширеністю фобією в США.  Може виникнути у людей будь-якого віку. Це трапляється у багатьох дітей, і його не слід одразу визначати як фобію, тому що діти природно проходять через багато страхів у міру дорослішання. Їхній страх грому та блискавки не можна вважати повністю розвиненою фобією, якщо він не зберігається більше шести місяців. У цьому випадку слід зайнятися фобією дитини, оскільки вона може стати серйозною проблемою в дорослому віці.
Щоб зменшити страх дитини під час грози, її можна відволікати іграми та заняттями. Більш сміливий підхід - ставитися до грози як до розваги.

## Лікування
Найпоширенішим і, можливо, найефективнішим лікуванням астрафобії є вплив грози та зрештою формування імунітету. Деякі інші методи лікування включають когнітивну поведінкову терапію (КПТ) і діалектичну поведінкову терапію (ДБТ). У багатьох випадках пацієнта буде проінструктовано повторювати фрази про себе, щоб заспокоїтися під час шторму. Важкі дихальні вправи можуть посилити це зусилля.

## Собаки і коти
Собаки можуть сильно хвилюватися під час грози; може постраждати від 15 до 30 відсотків.  Дослідження підтверджують, що високий рівень кортизолу - гормону, пов'язаного зі стресом - впливає на собак під час і після грози.  Засоби правового захисту включають поведінкову терапію, таку як контркондиціонування та десенсибілізація, ліки від занепокоєння та феромон, що заспокоює собаку, синтетичний аналог гормону, який виділяється матерями-годуючими собаками. 
Дослідження також показали, що коти можуть боятися грози. Хоча це рідше, відомо, що коти ховаються під столом або за диваном під час грози. 
Як правило, якщо будь-яка тварина хвилюється під час грози або будь-якої подібної, практично нешкідливої події (наприклад, феєрверк), рекомендується просто продовжувати поводитися нормально, замість того, щоб намагатися втішити тварин.